# Laccophilus inagua
Laccophilus inagua är en skalbaggsart som beskrevs av Young 1963. Laccophilus inagua ingår i släktet Laccophilus och familjen dykare. Inga underarter finns listade i Catalogue of Life.